# Jirō Taniguchi
Jirō Taniguchi (jap. 谷口 ジロー Taniguchi Jirō; właśc. 谷口 治郎 Taniguchi Jirō, ur. 14 sierpnia 1947 w Tottori, zm. 11 lutego 2017 w Tokio) – japoński mangaka. Tworzył w nurcie gekiga.

## Kariera
Zaczynał pracę w branży jako asystent mangaki Kyūty Ishikawy. Debiutował w latach 70. historią Kareta heya opublikowaną w magazynie Young Comic.
Na przełomie lat 70. i 80. wraz ze scenarzystą Natsuo Sekigawą stworzył kilka historii: Mubōbi toshi, Lindo!3 czy Jiken-ya kagyō. W latach 1987–1996 wydali w tym samym zespole 5-tomową serię zatytułowaną Botchan no jidai.
W latach 90. Taniguchi wydał m.in. mangi: Aruku hito, Chichi no koyomi czy Hitobito Shirīzu: Keyaki no ki.
W 1997 roku do scenariusza Jeana Girauda stworzył mangę Ikar.
Jirō Taniguchi otrzymał za swoje prace kilka prestiżowych nagród, w tym m.in. specjalną nagrodę jury Shōgakukan Manga (1992) za Inu o kau, Nagrodę Kulturalną im. Osamu Tezuki (1998) za serię Botchan no jidai oraz Alph’Art za najlepszy scenariusz na festiwalu w Angoulême (2003) za Odległą dzielnicę. Był również kilkukrotnie nominowany do Nagrody Eisnera. W 2011 został kawalerem francuskiego Orderu Sztuki i Literatury. Jego prace zostały przetłumaczone na wiele języków. W Polsce jego komiksy publikuje wydawnictwo Hanami.
Zmarł 11 lutego 2017 w wieku 69 lat.

## Polska bibliografia[5]
- Ikar – scenariusz Jean Giraud (2008)
- Wędrowiec z tundry (jap. 凍土の旅人 Tōdo no tabibito) – (2008)
- Księga wiatru (jap. 風の抄 Kaze no shō) – scenariusz Kan Furuyama (2009)
- Zoo zimą (jap. 冬の動物園 Fuyu no dōbutsuen) – (2009)
- Ratownik (jap. 捜索者 Sōsakusha) – (2009)
- Letnie niebo (jap. 夏の空 Natsu no sora) – (2009) nowela w antologii Japonia widziana oczyma 20 autorów
- Odległa dzielnica (jap. 遥かな町へ Haruka na machi e) – (2010)
- Mój rok część I – wiosna (Mon Anne) – (2010) – scenariusz Jean-David Morvan
- Podniebny orzeł (jap. 天の鷹 Ten no taka) – (2010)
- Samotny smakosz (jap. 孤独のグルメ Kodoku no gurume) – (2014) – scenariusz Masayuki Kusumi
- Idący człowiek (jap. 歩くひと Aruki hito) - (2017)
- K - (2018)  – scenariusz Shiro Tosaki
- Szczyt bogów (jap. 神の犬 ブランカII Kamigami no Itadaki ) - (tom 1 2022) - scenariusz Baku Yumemakura

## Wybrane nagrody
- Specjalna nagroda jury Shōgakukan Manga – 1992 – Inu o kau[6]
- Nagroda Kulturalna im. Osamu Tezuki – 1998 – Botchan no jidai
- Japan Media Arts Festival – 1999 – za Odległą dzielnicę[5]
- Nagroda za scenariusz na Międzynarodowym Festiwalu Komiksu w Angoulême – 2003 – za Odległą dzielnicę[5]
- nominacja do Nagrody Harveya – 2004 – za Ikara[5]
- nominacje do Nagrody Eisnera – 2007 (antologia Japonia widziana oczyma 20 autorów), 2008 (Wędrowiec z tundry), 2009 (Ratownik)[5]
- nominacja do Japan Expo Awards – 2010 – za Podniebnego orła[5]